# نادی‌هایماش
نادْیْ‌هایماش (به مجاری:  Nagyhajmás) یک منطقهٔ مسکونی در مجارستان است که در ناحیه هدی‌هات واقع شده‌است.